# Роделинда (супруга Бертари)

Лангобардское королевство в середине VII века

Роделинда (лат. Rodelinda; умерла около 700, Павия) — королева лангобардов (661—662 и 671—688) по браку с королём Бертари из Баварской династии (ветви династии Агилольфингов).

## Биография
Основной нарративный источник о Роделинде — «История лангобардов» Павла Диакона.
Хотя точное происхождение Роделинды неизвестно, предполагается, что её родители принадлежали к знати Лангобардского королевства. В эпитафии сына Роделинды Куниперта упоминается, что его мать была дочерью короля. Однако о каком именно монархе идёт речь, в тексте не указано: это мог быть как один из лангобардских королей (возможно, Аделоальд, Ариоальд или Ротари), так и какой-нибудь иноземный правитель. Не позднее 661 года она стала женой Бертари, младшего сына короля лангобардов Ариперта I. В этом браке родились двое детей: сын Куниперт и дочь Вигилинда.
После отречения в 661 году короля Ариперта I лангобардская знать избрала правителями королевства двух его сыновей: Бертари и Годеперта. Первому резиденцией был определён город Милан, второму — Павия. Однако герцог Беневенто Гримоальд I воспользовался враждой братьев и в 662 году поднял мятеж, во время которого Годеперт был убит, а Бертари был вынужден бежать в Аварский каганат. Сам же Гримоальд взошёл на престол Лангобардского королевства и для легитимизации своей власти женился на дочери Ариперта I. Оставшиеся в Италии Роделинда и её малолетний сын Куниперт были отправлены в Беневенто под надзор герцога Ромуальда I.
В Беневенто Роделинда и её дети провели почти десять лет. О их положении в то время в источниках не сообщается. Возможно, что, будучи также как и герцог Ромуальд I сторонницей ортодоксии, Роделинда находилась здесь на положении почётного заложника.
Когда в 671 году Гримоальд умер, его сын и наследник Гарибальд не смог удержать власть над лангобардами. Он был свергнут, а новым королём избран возвратившийся из изгнания Бертари. После восшествия на престол новый правитель Лангобардского королевства добился от герцога Ромуальда I возвращения ему его супруги и сына. С тех пор Роделинда стала жить в Павии.
Известно об основании королевской четой двух церковных зданий в Павии: Бертари в 672 году заложил монастырь Святой Агаты, а Роделинда — в 677 году базилику Девы Марии. В отличие от своих предшественников на престоле, придерживавшихся арианства, Бертари и его супруга были ярыми сторонниками ортодоксии. Современные историки отмечают, что произошедший при Бертари отказ от арианства в пользу ортодоксии способствовал значительному улучшению отношений лангобардских королей как с папством, так и с правителями соседних государств: Франкского королевства и Византии.
Вероятно, во второе правление Бертари Лангобардским королевством Роделиннда оказывала значительное влияние на принятие её супругом решений по различным вопросам. Такой вывод делается на основании эпитафии Куниперта, в которой его мать названа «кормчим королевства». Предполагается, что король Бертари мог поручить супруге управление королевским двором во время подавления мятежа герцога Тренто Алахиса. Высказывается также мнение, что именно благодаря Роделинде её сын Куниперт смог унаследовать престол после гибели отца в 688 году.
Дата смерти Роделинды точно не известно. Однако она должна была скончаться не ранее гибели её супруга, короля Бертари. Возможно, что Роделинда умерла около 700 года и была похоронена в Павии, в основанной ею церкви Святой Марии. Куниперт, сын Бертари и Роделинды, унаследовал после отца престол Лангобардского королевства, а дочь Вигилинда стала супругой герцога Беневенто Гримоальда II.
Судьбы Роделинды и Бертари вдохновили нескольких композиторов XVIII века на создание опер: в том числе, Г. Ф. Гендель написал оперу «Роделинда», а Г. Ф. Телеман — оперу «Флавий Бертарид, король лангобардов».

## Комментарии
1. ↑  На основании одной из надписей в церкви Санта-Мариа-алла-Пустерла в Павии предполагается, что единственную дочь Ариперта I звали Теодота[2] (или Теудерата[3]).